# Kiowa County (Kansas)
Kiowa County is een county in de Amerikaanse staat Kansas.
De county heeft een landoppervlakte van 1.871 km² en telt 3.278 inwoners (volkstelling 2000). De hoofdplaats is Greensburg.

## Bevolkingsontwikkeling

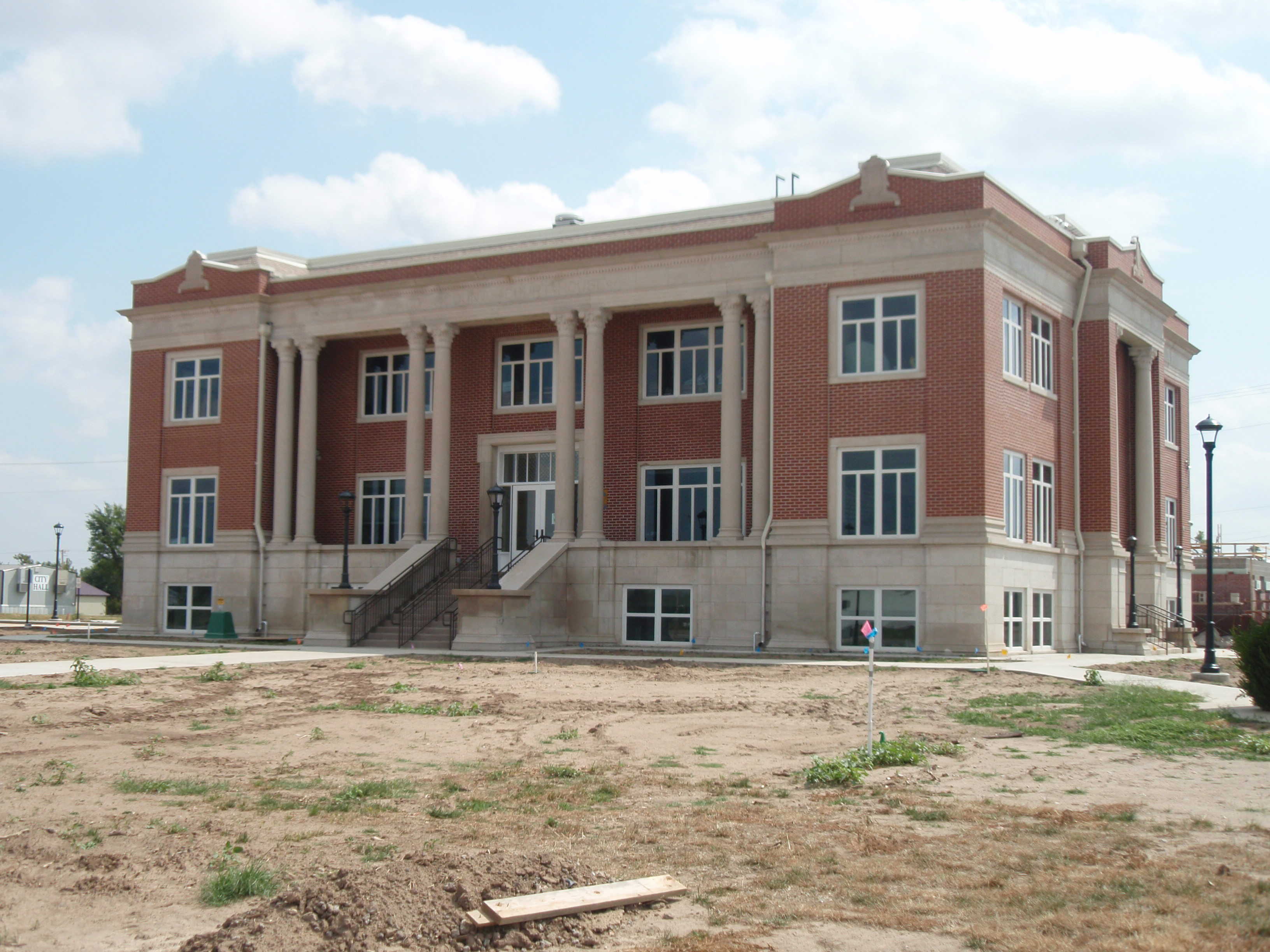
Kiowa County Courthouse